# Uzsoki András
Uzsoki András (Pacsa, 1925. október 23. – Dunakeszi, 2011. június 30.) egyháztörténész, régész, muzeológus.

## Élete
Szülei Uzsoki András vendéglős–kiskereskedő és Farkas Mária voltak.
1944-ben a Keszthelyi Premontrei Gimnáziumban érettségizett, majd a második világháború végén behívták, 1944–1945-ben katona, majd 1948-ig hadifogoly volt Grúziában. 1949–1950-ben útépítő munkás volt Keszthelyen, 1951-től a Balatoni Múzeum kiállításvezetője. 1951–1955 között az Eötvös Loránd Tudományegyetem muzeológus–régész szakán végzett. 1955-től a mosonmagyaróvári Hansági Múzeum igazgatója, 1958–1966 között a győri Xántus János Múzeum igazgatója volt. 1967–1969 között tudományos főmunkatárs, 1969–1972 között a veszprémi Bakonyi Múzeum tudományos főmunkatársa, a Tihanyi Múzeum igazgatója, 1972–1979 között Tihanyban művelődési igazgató, 1980–1987 között nyugdíjazásáig a veszprémi Bakonyi Múzeum tudományos főmunkatársa, illetve igazgatója. 1994–1997 között a tihanyi Bencés Apátsági Múzeum igazgatója.
Számos régészeti feltárást végzett. 1965-től a Nemzetközi Lenau Társaság tagja volt.
Magyaróvárott a Kolbai kriptába temették.

## Művei
1959–1969 között Győrött az Arrabona évkönyv alapító szerkesztője, a Győr–Sopron Megyei Múzeumi Szervezet kiadványai sorozat szerkesztője, a Veszprém Megyei Múzeumok Közleményei évkönyv szerkesztője és társszerkesztője. 1988–1993 között a Magyar Egyháztörténeti Enciklopédia Munkaközössége és Alapítvány alelnöke, főtitkára, a Magyar Egyháztörténeti Vázlatok folyóirat egyik alapítója, főszerkesztője, a Plébániatörténeti Kiskönyvtár sorozat szerkesztője, a Magyar Egyháztörténeti Évkönyv alapítója.
- 1958/1967/1975 Mosonmagyaróvár - útikalauz.
- 1959 Adatok a dunántúli aranymosás történetéhez. Arrabona
- 1959 Egy szigetközi aranyász és felszerelése. Néprajzi Közlemények 1959/4
- 1960 Honfoglaláskori magyar sírok Páliban. Arrabona (tsz. Szőke Béla)
- 1960 Huszár Gál magyaróvári működéséről (1554-1560). Arrabona 2, 43-52.
- 1960 Szále János magyaróvári festő (1810-1870). Arrabona 2, 99-109.
- 1960 Arany János, Rómer Flóris és Xántus János levelek a győri múzeumban. Arrabona – Múzeumi közlemények 2.
- 1961 A győri vaskakas jelvény és a hozzá fűződő monda. Arrabona
- 1963 Honfoglaláskori lovassír Öttevényben. Arrabona
- 1963 Bronzkori temető Mosonszentmiklós-Jánosházapusztán. Arrabona
- 1965 A győri és a Győr környéki régészeti gyűjtés és kutatás története. Arrabona 7, 45–51.
- 1966 Lenau és Mosonmagyaróvár. Arrabona 8, 167-185.
- 1966 Pannonhalma. Természettudományi Közlemények 1966/8.
- 1969 Török kori rabsírok Győrött. Arrabona
- 1969 Czech János régészeti tevékenysége Győrött. Arrabona
- 1969 A vastuskókról. Néprajzi Értesítő
- 1980 Balatonfüred, Tihany. Budapest.
- 1991 Kozák Károly 1920–1989. Archaeológiai Értesítő.
- 1991 Klempa Károly és a keszthelyi Premontrei Gimnázium.
- 1993 Veszprém a királynék városa? Honismeret 1993/3
- 2004 Adalékok az aranymosás történetéhez és technikájához. Rudabánya.